# Cole Younger

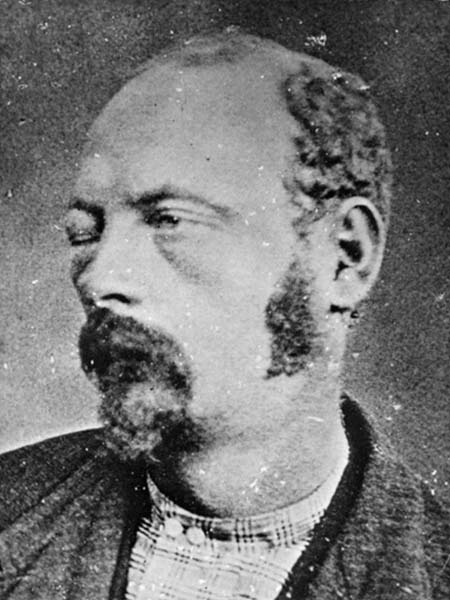
Cole Younger, skadad efter arresteringen 1876

Cole Younger, Thomas Coleman Younger född 15 januari 1844 i Harrisonville, Jackson County, Missouri, död 21 mars 1916. Känd som medlem i den notoriska James-Youngerligan. Cole Younger red tillsammans med den beryktade William Quantrill och hans gerillaband under det amerikanska inbördeskriget.
Efter kriget bildades James-Youngerligan med Jesse och Frank James och Coles bröder Bob och James. Den 7 september 1876 försökte ligan råna First National Bank i Northfield, Minnesota. Under rånet blev kassören Lee Heywood skjuten vilket retade upp stadsborna till den milda grad att de gjorde motstånd mot ligan. Jesse James och hans bror Frank lyckades undkomma medan Bob, James och Cole Younger allihop blev sårade och tillfågnatagna. Tre andra i ligan dog. Cole Younger ställdes inför rätta och dömdes för bland annat mord till livstids fängelse. 1901 frigavs Cole och den 21 mars 1916 dog han av hjärtinfarkt 72 år gammal.
Younger var kusiner med bröderna Dalton.

## Youngerligan
- Henry Washington Younger (1810 -1862)
- James "Jim" Henry Younger (1848-1902)
- John Harrison Younger (1851-1874)
- Robert "Bob" Ewing Younger (1853-1889)
- Thomas Coleman "Cole" Younger
- Wikimedia Commons har media som rör Cole Younger.